# 水峪水库
水峪水库是中国山西省晋中市昔阳县境内的一座水库，位于松溪河上，建于1974年。水库正常库容为1099万立方米，集雨面积为83平方千米，海拔为101米。